# ボーデンヴェルダー
ボーデンヴェルダー (ドイツ語: Bodenwerder, ドイツ語発音: [boːdn̩ˡvɛrdɐ]) は、ドイツ連邦共和国ニーダーザクセン州ホルツミンデン郡に属す市。
ボーデンヴェルダー市はザムトゲマインデ・ボーデンヴェルダー＝ポレの本部所在地であり、ヴェーザーベルクラントに位置する。『ほら吹き男爵』カール・フリードリヒ・ヒエロニムス・フォン・ミュンヒハウゼンが生まれ、長年暮らした街として知られる。

## 地理
この町はハーメルンとホルツミンデンの間、ヴェーザー川上流に面している。南東にフォーグラー山が位置している。ボーデンヴェルダー近郊でレネ川がヴェーザー川に合流する。

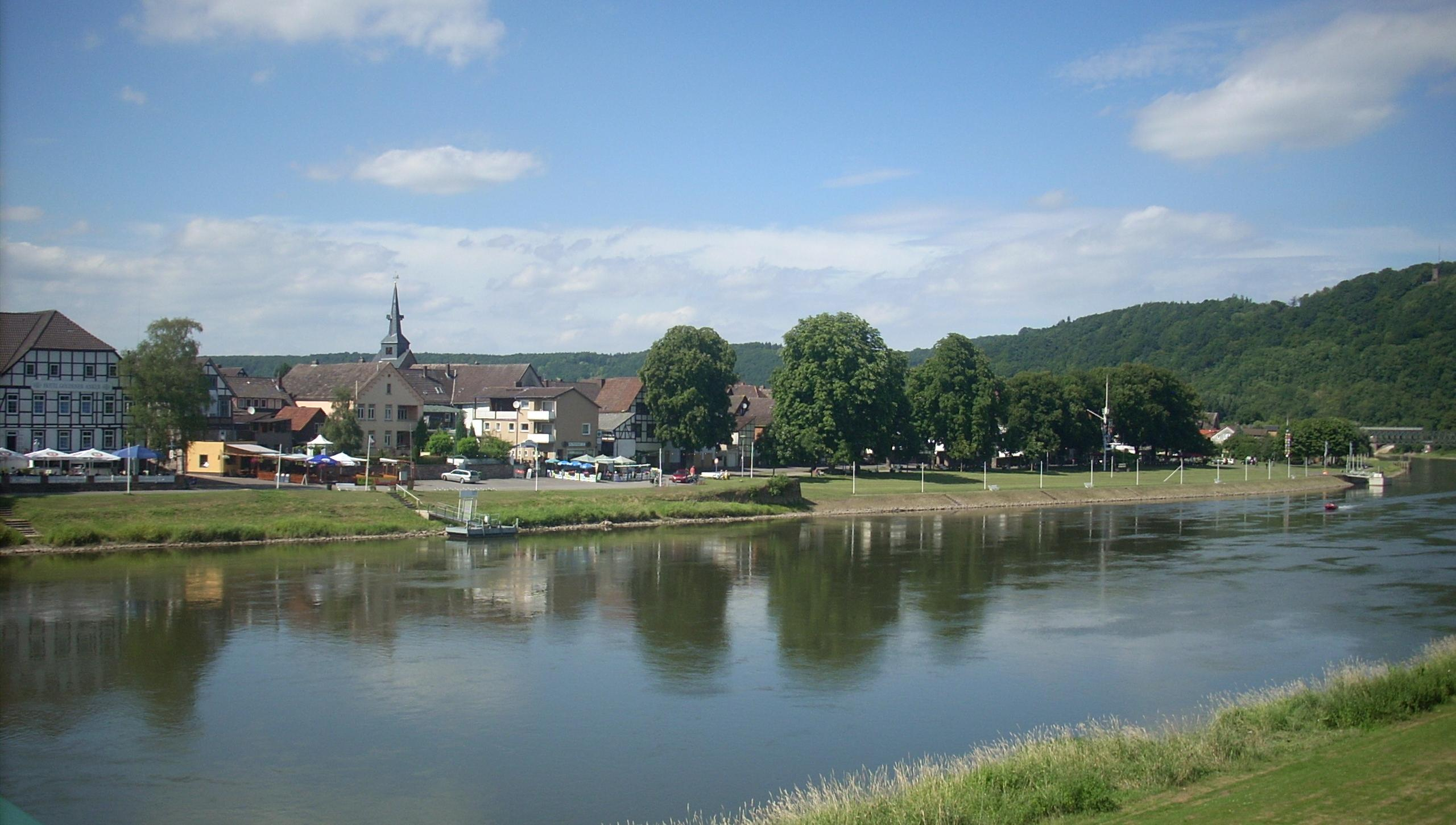
ヴェーザー川とボーデンヴェルダー

### 市の構成
- ボーデンヴェルダー（トランを含む）
- ブーフハーゲン
- ケムナーデ
- リンゼ
- リューレ

## 歴史
ケムナーデ修道院近く、レネ川との合流点との向かい側にあるヴェーザー川の中州に、960年以後に Insula（川の中州、Werderも同じ意味）という名前の市場町が創設された。
1254年に騎士のハインリヒ2世フォン・ハムブルクがコルヴァイ修道院からこの入植地を買い取り、1287年1月29日に都市権を与えた。「consules」の記録は1284年になされている。早くも1289年にはヴェーザー川の重要な橋が架けられた。この橋は、ハーメルン＝パーダーボルンとアインベック＝フランクフルト・アム・マインとの間を結びつけるものであった。
1340年頃にホムブルク家のボードが計画的に壁と塔のある施設を建設した。この事から、現在の地名は「Bodonis insula」あるいは「Insel des Bodo」（ボードの島）に由来すると推測されている。
1409年にホムブルク家が断絶した後、この市はブラウンシュヴァイク＝リューネブルク公のものとなり、ヒルデスハイム司教のフェーデの後、1521年に最終的にカレンベルク侯エーリヒ1世の所領となった。その間、1418年にはフォーグラー山の広大な森林を獲得した。
1460年から1470年の間に三廊式のホール教会としてゴシック様式の聖ニコライ教区教会が建設された。鐘楼には現在も1471年の鐘がある。1542年から1543年に宗教改革がなされた。教会内には1608年の洗礼盤がある。1899年から1900年に教会の南側に新しい内陣が設けられた。また1960年から1962年には教会内の徹底的な改造が行われた。

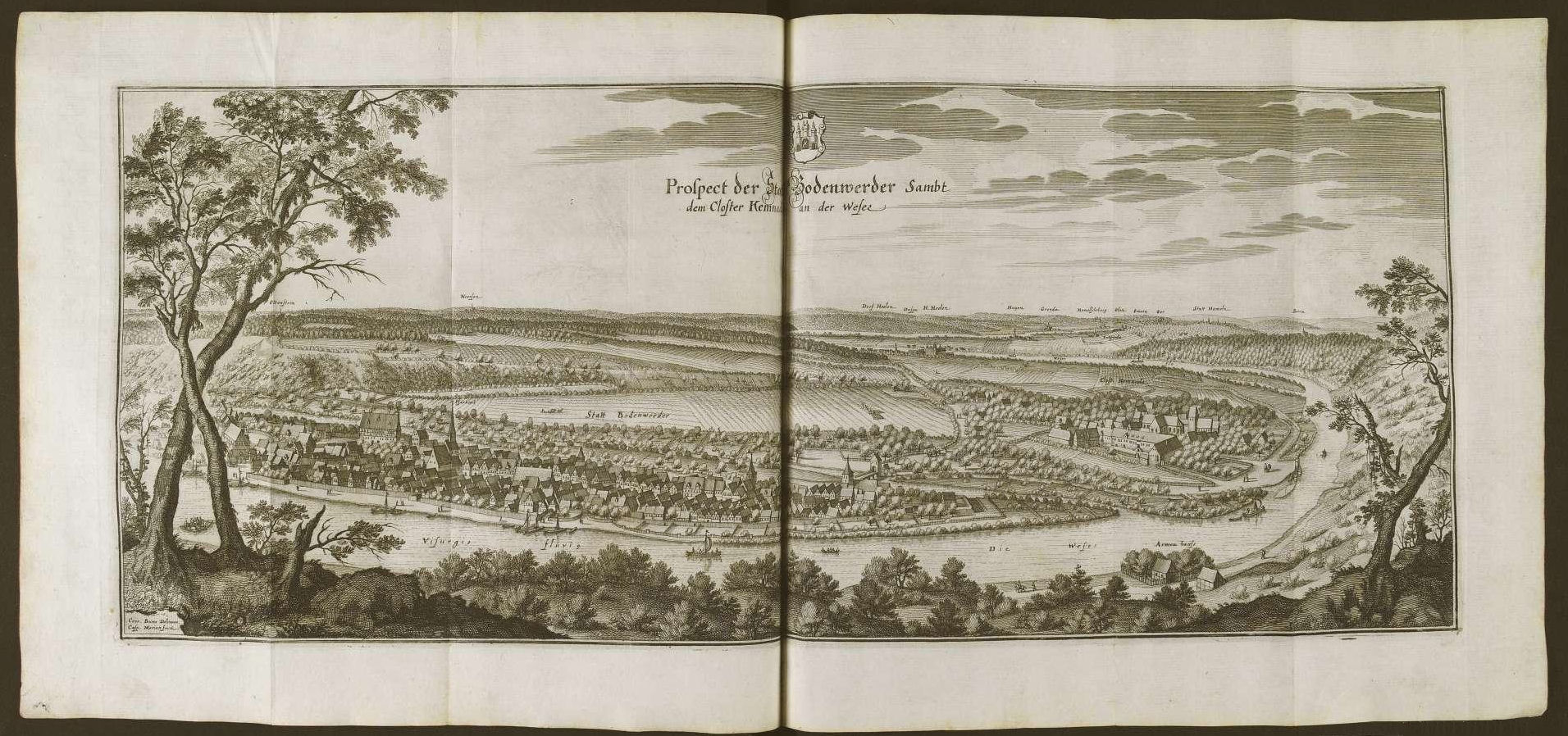
1654年-1658年のボーデンヴェルダーを描いたマテウス・メーリアンの銅版画

1750年、ミュンヒハウゼン男爵がボーデンヴェルダーの屋敷に戻り、ここで友人達に嘘の経歴を語った。
工業化の時代、川船の造船所（たとえばアルミニウス造船所）や建築資材工場（たとえば1946年の Vereinigten Baustoffwerke Bodenwerder、1961年からはRigipsの商標で知られる）が立地した。この頃ボーデンヴェルダーはハノーファー選帝侯領（1814年からはハノーファー王国）に属した。1866年にハノーファーは併合され、ボーデンヴェルダーはプロイセンの都市となった。
1886年にヨードを含む塩井を掘り当てた。
市は、1797年に亡くなったカール・フリードリヒ・ヒエロニムス・フォン・ミュンヒハウゼンの館を1935年に獲得し、市庁舎として利用するとともにミュンヒハウゼン男爵記念室を設けた。
1972年にケムナーデ、リューレ、リンゼ、ブーフハーゲンが合併した。

## 宗教
ボーデンヴェルダーには2つのプロテスタント＝ルター派の教会組織（教区I、II）があり、聖ニコライ教会とケムナーデの旧修道院教会である聖マリエン教会の2つの教会堂がある。また、この街にはローマ・カトリックの聖マリア・ケーニギン司祭区がある。この他に新使徒派教会組織もある。さらにジェネレーション・チャーチという名の自由福音派教会がある。
ブーフハーゲン地区の少し離れた場所に、正教三位一体修道院がある。これは1990年代初めから存在している世界初のドイツ正教会の修道院である。形式上（教会法上）はブルガリア正教会の西欧・中欧教区の下位にある。
- プロテスタント聖ニコライ市教会
- ケムナーデの旧修道院教会、聖マリエン教会
- カトリックのマリア・ケーニギン教会
- ブーフハーゲンの正教三位一体修道院

## 文化と見所

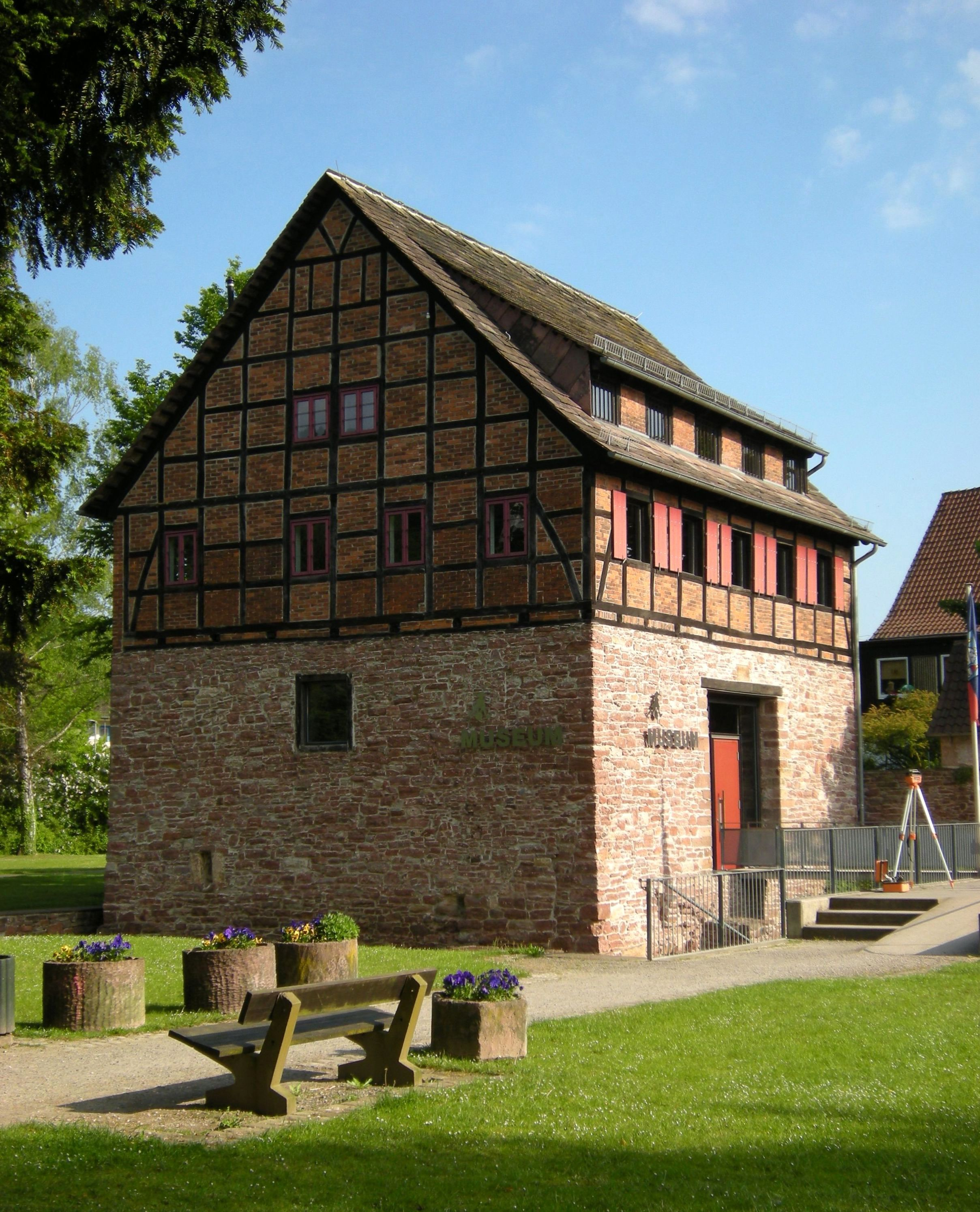
ミュンヒハウゼン博物館

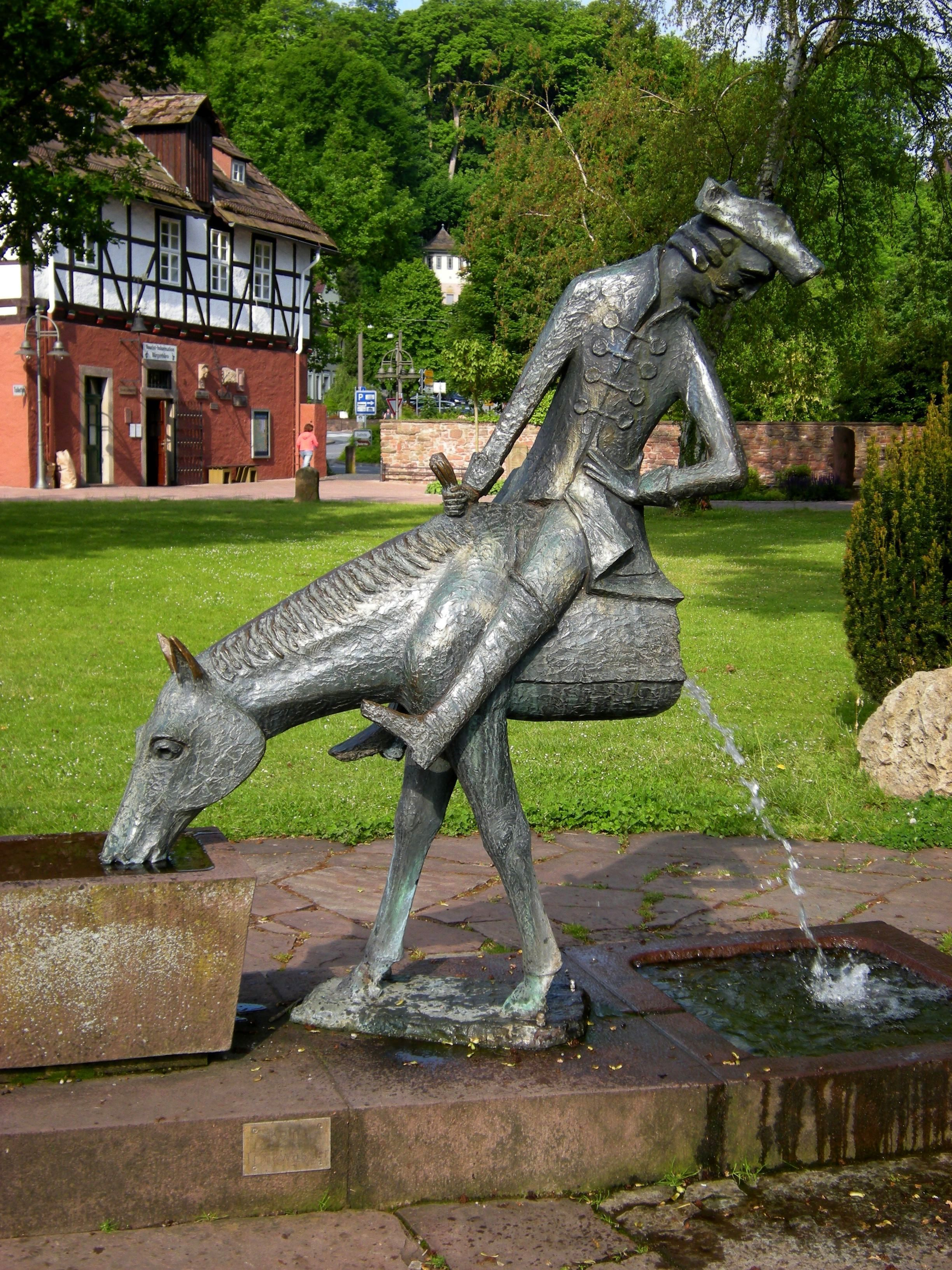
博物館前にあるミュンヒハウゼン男爵のモニュメント

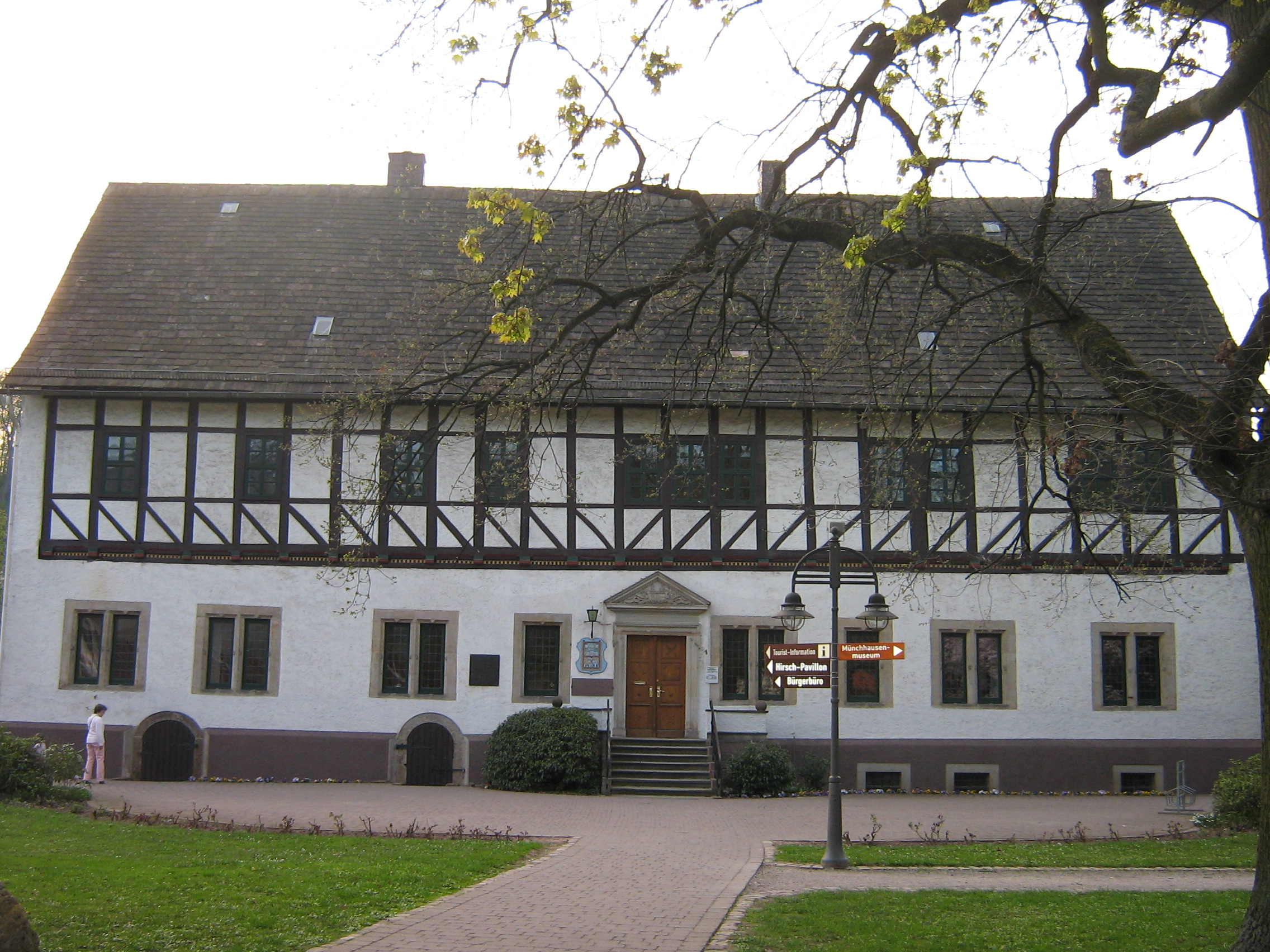
ミュンヒハウゼン男爵の生家。現在は市役所として用いられている。

### 博物館
- ミュンヒハウゼン博物館

### 建築
- エックベルクのビスマルク塔（1913年9月21日完成）
- ケムナーデのロマネスク様式の修道院教会
- 修道院教会の向かい側にある自衛礼拝堂
- 聖ゲルトルーディス礼拝堂（ギャラリー・コルヴィヌス）
- 聖ニコライ市教会
- 中世の都市防衛施設の遺構（稜堡と楼門）

### 年中行事
- リューラー・シュヴァイツの桜祭り。4月。
- ミュンヒハウゼン賞授与式。5月
- ミュンヒハウゼン・ミュージカル。5月から9月の各第2、第4日曜日。
- ミュンヒハウゼン演劇祭。5月から10月の各第1日曜日。市庁舎前。
- ヴェーザー河畔のリヒターフェスト（光祭り）。北ドイツ最大の打ち上げ花火大会がある。8月第2土曜日。
- ヘーレナー城の城館ライトアップ。2年ごとの8月。
- 市内中心部の路上絵画コンテスト。9月。
- ヨーロッパ遺産の日。9月。
- シュテルンターラーマルクト。12月。
- アドヴェント合唱コンサート。ケムナーデ修道院教会。12月。

## 経済と社会資本

### 交通
ボーデンヴェルダーは、連邦道B83号線およびB240号線、州道587号線、ヴェーザー自転車道沿いに位置する。

### 企業

#### 建設資材製造
- Saint-Gobain Rigips GmbH の支社
- Kieswerk Erwin Müller GmbH & Co. KG のボーデンヴェルダー採砂場

#### 商業
主要なショッピングセンターは旧市街のグローセ・シュトラーセである。この近くに Edeka-Markt（家電量販店）がある。ハーメルナー通りには建設資材（ホームセンター）のBanSpezi がある。B83号線沿いのグラスヴェク産業地区には、Aldi、Lidl、Rewe、Schleckerの店舗がある。ヴェーザー川東岸にもReweの店舗とKiKの支店がある。

### 公共施設
- ケムナーデにあるホルツミンデン郡の塵芥経済局再生資源集積場
- ボーデンヴェルダー消防団

### 教育
- ボーデンヴェルダー実科学校
- ボーデンヴェルダー本課程学校
- ミュンヒハウゼンシューレ - 学習に重点を置いた養護学校
- ボーデンヴェルダー基礎課程学校
- 市立幼稚園

## 人物

### 出身者
- カール・フリードリヒ・ヒエロニムス・フォン・ミュンヒハウゼン（1720年 - 1797年）『ほら吹き男爵』として知られる。

## 引用
1. ↑  Landesamt für Statistik Niedersachsen, LSN-Online Regionaldatenbank, Tabelle A100001G: Fortschreibung des Bevölkerungsstandes, Stand 31. Dezember 2023
2. ↑  Max Mangold, ed (2005). Duden, Aussprachewörterbuch (6 ed.). Dudenverl. p. 208. ISBN 978-3-411-04066-7